# Ricardo Day
Ricardo A. Day (n. en 1859 en Mendoza; m. en 1905 en Mendoza) fue un militar argentino que alcanzó el grado de Coronel. Integró la primera promoción de oficiales egresados del Colegio Militar. Participó de la Conquista del Desierto. Adhirió a la Unión Cívica liderada por Leandro Alem y fue uno de los jefes militares de la Revolución del Parque de 1890.

## Biografía
Hijo de un médico inmigrante inglés llegado a la Argentina en 1846 y radicado en Mendoza. En el trágico terremoto de Mendoza del 20 de marzo de 1861 murieron sus seis hermanos y su madre.
Siguió la carrera militar y formó parte de la primera promoción de oficiales del Colegio Militar. Participó como capitán en la Conquista del Desierto bajo el mando del Coronel Manuel José Olascoaga.
Fue un seguidor de Leandro Alem y uno de los jefes militares de la Revolución del Parque en 1890 donde estuvo a cargo de las baterías de cañones Krupp de 75 mm que desempeñaron un papel de máxima importancia en aquellas jornadas. Mantuvo una estrecha amistad con Marcelo Torcuato de Alvear quien sería elegido presidente de la Nación en 1922 en representación de la Unión Cívica Radical.
Day tenía grandes habilidades técnicas. Para el Ejército inventó un sistema para arrastrar los cañones mediante un gancho de resorte para agregar a los tiros de los caballos y un proyecto para manejar el revólver Colt. En 1905 fue la primera persona en conducir un automóvil en Mendoza.
Ese mismo año falleció.